# Vári György (irodalomtörténész)
Vári György (Budapest, 1978. október 1. –) irodalomtörténész, kritikus, újságíró.

## Élete és munkássága
A Pécsi Tudományegyetem Bölcsészettudományi Karának magyar szakán szerez oklevelet 2002-ben. Ugyanettől az évtől a Pécsi Tudományegyetem Bölcsészettudományi Karának Irodalomtudományi Iskoláját látogatja. A 2004 és 2005-ös tanévben a stockholmi Paideia The European Institute of Jewish Studies hallgatójaként két szemesztert Svédországban tölt. A doktori disszertációját Kertész Imre műveiről írja, s a dolgozatot 2006-ban védi meg. Fő érdeklődési területei a kortárs magyar irodalom, a holokauszt irodalma és a narratológia. 2017 óta az Országos Rabbiképző – Zsidó Egyetem hallgatója.
Az egyetemi tanulmányai befejezése után tanít a budapesti ELTE Radnóti Miklós Gyakorlóiskolájában, a Lauder Javne iskolában, 2006 őszétől a Veszprémi Egyetem Bölcsészkarának Művelődéstörténeti Tanszékén, később pedig a Magyar Képzőművészeti Egyetemen.
A 2010-es években a Magyar Narancs, 2014-től pedig a Népszabadság újságírója. Egyes politikai kommentárjait Nagy Levin néven jegyezte. 2016-ban felhagyott az újságírással.

### Politikai szerepvállalása
A 2010-es magyarországi országgyűlési választásokon a Lehet Más a Politika jelöltjeként indult a 20-as egyéni körzetben (Angyalföld), s az első fordulóban, a szavazatok 10 százalékával a harmadik helyen végzett.

### Politikai nézetei
Egy 2013. decemberi interjúban, amely a Munkások Újsága online felületén jelent meg, így fogalmaz: 
„Baloldali vagyok, igen, de nagyon szigorúan elutasítok minden élcsapathitet, minden leninizmust, nem gondolom, hogy a Pártban születne meg, jönne létre a proletariátus voltaképpeni osztálytudata. A magyar baloldal egyik komoly baja, hogy legnagyobb gondolkodója, Lukács György egyre inkább eltávolodott pályája során Szabó Ervin anarchoszindikalizmusától és egyre inkább Lenin hatása alá került. Szóval az óbolsevik álláspont teljesen idegen tőlem, ahogy mindenféle forradalmi terrortól és egyáltalán mindenfajta erőszaktól irtózom. Úgy gondolom, hogy a bolsevizmus a baloldaliság gyermekbetegsége csak, amelyet végképp ki kéne nőnie. Viszont azt is gondolom, hogy a jelenlegi kurzus liberális kritikája semmit nem ér, amikor pedig megállapíttatik, hogy ez a szegénység hatósági üldözésében élenjáró, az underclass kiszélesítésén és nyomorúságának elmélyítésén dolgozó hatalom »államszocialista«, már vitázni sincs kedvem, legyintek. Nem fontos.”

### Szexuális zaklatás
Az egyik budapesti középiskolában, ahol tanított, szexuálisan zaklatta két diákját. Erről először név nélkül az Üvegplafon blog számolt be, majd Vári 2019-ben a saját Facebook-oldalán ismerte el a zaklatást. A sértettek nem értettek egyet a bejegyzés megjelentetésével, „de olvasták, látták megjelenés előtt, az események leírására vonatkozó pontosításaikat beleírtam a szövegbe” – írta Vári.

## Főbb művei
Vári Györgynek közel ötven tudományos értekezése, műkritikája és tanulmánya jelent meg. Rendszeresen publikált a Jelenkor, a Thalassa, a Beszélő, a Tiszatáj, az Alföld folyóiratokban és az Élet és Irodalom hetilapban. Itt csak a legjelentősebb publikációit soroljuk fel.
- Az emberiség végnapjai. Irodalomkritikák; Szépmesterségek Alapítvány, Miskolc, 2013 (Műút-könyvek)
- „Az angyal a részletekben…”; Kalligram, Pozsony, 2004
- Kertész Imre. Buchenwald fölött az ég; Kijárat, Bp., 2003 (Kritikai zsebkönyvtár)